# Olympique Team Algérie Tour AGLO37/Saison 2013
Dieser Artikel listet Erfolge und Fahrer des Radsportteams Olympique Team Algérie Tour AGLO37 in der Saison 2013 auf.

## Abgänge – Zugänge
| Zugänge                    | Team 2012            | Abgänge            | Team 2013 |
| -------------------------- | -------------------- | ------------------ | --------- |
| Khaled Abdenbi             | Geofco-Ville d’Alger | Boualem Belmokhtar | Unbekannt |
| Abdelaziz Bechlaghem       | Neoprofi             | Djelloul Benoua    | Unbekannt |
| Mhamed Boutbal             | Neoprofi             | Mohamed Charabli   | Unbekannt |
| Youcef Hadj Ahmed          | Neoprofi             | Ayoub Kerrar       | Unbekannt |
| Nassim Saidi               | Neoprofi             | Abdelkader Korichi | Unbekannt |
| Mohamed el Mahdi Seguouini | Neoprofi             | Reda Makhlouf      | Unbekannt |
| Lahcen Zouache             | Neoprofi             | Walid Ali Salah    | Unbekannt |

## Mannschaft
| Name                       | Geburtstag         | Nationalität |
| -------------------------- | ------------------ | ------------ |
| Khaled Abdenbi             | 28. Dezember 1988  | Algerien     |
| Abdelaziz Bechlaghem       | 27. Mai 1991       | Algerien     |
| Mhamed Boutbal             | 29. September 1994 | Algerien     |
| Youcef Hadj Ahmed          | 22. Mai 1994       | Algerien     |
| Hichem Kab                 | 19. Februar 1993   | Algerien     |
| Nassim Saidi               | 9. Dezember 1994   | Algerien     |
| Mohamed el Mahdi Seguouini | 20. November 1994  | Algerien     |
| Lahcen Zouache             | 5. Dezember 1994   | Algerien     |